# Роберт Цепф
Роберт Цепф (нар. 28 травня 1968, Штутгарт-Дегерлох) — німецький бібліотекар. Цепф є президентом міжнародної робочої групи Bibliotheca Baltica.

## Біографія
Роберт Цепф відвідував класично-гуманістичну гімназію Карла в Штутгарті. Після закінчення середньої школи він вивчав історію, англійську мову, кельтські мови та педагогіку в Університеті Рупрехта Карла в Гейдельберзі. У 1990/1991 роках він отримав ступінь магістра (M. St.) із сучасної британської історії в Оксфордському коледжі Св. Антонія.
Він завершив стажування в бібліотеці, яке проходив з 1999 по 2001 рік у Берлінській державній бібліотеці з вибором у Німецькій національній бібліотеці у Франкфурті-на-Майні та Лейпцигу та в Кельнському університеті прикладних наук із кар'єрним іспитом для вищої бібліотечної служби. З 2003 по 2010 рік очолював наукову службу Берлінської державної бібліотеки. У 2010 році став директором бібліотеки Ростоцького університету. 1 вересня 2019 року він очолив Державну та університетську бібліотеку Гамбурга. Його наступницею в Ростоку стала Антьє Тейзе .

## Публікації
- Karl Hagen. In: Frank Engehausen, Armin Kohnle (Hrsg.), Gelehrte in der Revolution. Heidelberger Abgeordnete in der deutschen Nationalversammlung 1848/49, Verlag Regionalkultur, Ubstadt-Weiher 1998, S. 155—182.
- Karl Hagen (1810—1868). Historiker und Politiker. In: Fränkische Lebensbilder Bd. 17, Würzburg 1998, S. 185—207.
- Mit dem Resultat einer Seifenblase? Der Auszug der Heidelberger Studenten nach Neustadt an der Weinstraße im Juli 1848. In: Heidelberger Geschichtsverein (Hrsg.), Jahrbuch zur Geschichte der Stadt 3, 1998, S. 65–106.
- Fructus Uberrimi: Die Theologiestudenten von Collegium Sapientiae und Universität Heidelberg 1560—1622. In: Armin Kohnle, Frank Engehausen (Hrsg.), Zwischen Wissenschaft und Politik. Studien zur deutschen Universitätsgeschichte. Festschrift für Eike Wolgast zum 65. Geburtstag, Frank Steiner Verlag, Stuttgart 2001, S. 441—454.